# Сэрвицкий диалект
Сэрвицкий диалект — диалект цыганского языка, распространённый в Украине и Южной России. На данный момент точно не установлена принадлежность сэрвицкого к какой-либо диалектной группе цыганских языков в Европе. Относится к индоарийской группе индоевропейской семьи.

## Особенности
В сэрвицком диалекте много заимствованной лексики из румынского языка. Такие слова как: фа́ртэ (очень), дэму́т (давно), инкэ́/инте́ (ещё), дэнзо́р (рано утром), 
ғинисарэ́л (думает), гла́со (голос), лю́ма (мир), лу́нго (длинный, долгий), и много других имеют румынское происхождение. Диалект обнаруживает сходство с другими диалектами влашской группы в фонетике например, дифтонг -эй- и -ей- вместо общецыганского -ай-. как в чхей (дочь, девушка-цыганка) или дэй (мать), и в морфологии суффикс — исар — для образования заимствованных глаголов, суффикс — ы́цко например, русы́цко (русский), суффикс абстрактных существительных ед.ч. -имо́ например, састимо́ (здоровье), и в исконной лексике например, ама́л «приятель, компаньон», дудумэ́л/ дэдумэ́л (говорить, разговаривает ) и т. д.
В результате активных контактов (включая смешанные браки) цыган-сэрвов с северно-русскими цыганами, их диалект испытал некоторое влияние северно-русского цыганского диалекта например, полэ́л понимает — поэлементная калька с русского, халавдо́ (солдат, полицейский), в результате чего у сэрвов в диалекте появились даже полонизмы например, сы́ндо «суд», свэ́нто "святой". В настоящее время большая часть сэрвов говорит только на украинском языке, отмечается что знание родного диалекта наиболее свойственно воронежским сэрвам. В тех семьях, где цыганский язык сохранился, он находится под сильным влиянием украинского и русского языков. Сэрвицкому диалекту свойственно заимствование союзов из русского и украинского языков (и, или, а и т. д.), а также добавление восточнославянских префиксов к цыганским словам. Например, украинский префикс -пры- при добавлении к цыганскому слово -прастав- (бегу), образует слово -прыпрастав-, что означает -прибегаю-. Сэрвицкий диалект имеет особенности, которые американский цыганолог А. Тенсер в описании цыганских диалектов Украины условно назвал «пан-украинскими». К таким особенностям — кроме огромного украинского влияния на всех уровнях языка — он относит характерный для сэрвицкого и влашского диалектов переход палатализованных г > д, к > т и кх > тх (иногда ч или просто ц): ма́нди < ма́нгэ (мне (дательный падеж)), ту́ти < ту́кэ (тебе (дательный падеж)), тиша́й < киша́й (песок), терэ́л < кэрэ́л (делает), тира́л < кира́л (сыр).

## История
Сэрвицкие цыгане появились на Украине, придя в XVII—XVIII веках из Румынии, в пользу румынского происхождения сэрвов говорит законодательный акт Варшавского коронного сейма от 1624 года, содержащий запрет предоставления жилья «неоседлым сербам и волохам» (имеется в виду сэрвы и влахи) и наказание за несоблюдение этого запрета, предусмотренное ранее опубликованным запретом предоставления жилья цыганам.

## Примеры
- 1. Мануш джял тэлэ дромэға грастэға
- 1. Человек идёт вниз по дороге с лошадью.
- 2. Пучх кодэлэ пхурэ ромэ тев вов джял.
- 2 Спроси того старого цыгана, куда он идёт.
- 3. Мэ тася джява пхралэ тэ мангав ловэ.
- 3. Я завтра пойду к брату, просить деньги
- 4. Баро джюкло даравэл мурэ амалэн
- 4. Большая собака пугает моих друзей.
- 5. Пхури ромни дыкхэла пала мандэ, кала мэ слём цыкно
- 5. Старая женщина присматривала за мной, когда я был маленьким.